# Nepal ai Giochi della XXXIII Olimpiade
Il Nepal ha partecipato ai Giochi della XXXIII Olimpiade, svoltisi a Parigi dal 26 luglio all'11 agosto 2024, con una delegazione di 7 atleti (incluse le riserve), 3 uomini e 4 donne, in 6 discipline.
I portabandiera alla cerimonia di apertura sono stati Santu Shrestha e Manita Shrestha Pradhan.

## Delegazione
| Sport            | Uomini | Donne | Totale |
| ---------------- | ------ | ----- | ------ |
| Atletica leggera | 0      | 1     | 1      |
| Badminton        | 1      | 0     | 1      |
| Judo             | 0      | 1     | 1      |
| Nuoto            | 1      | 1     | 2      |
| Tennistavolo     | 1      | 0     | 1      |
| Tiro             | 0      | 1     | 1      |
| Totale           | 3      | 4     | 7      |